# جانداران در ارتفاع بالا

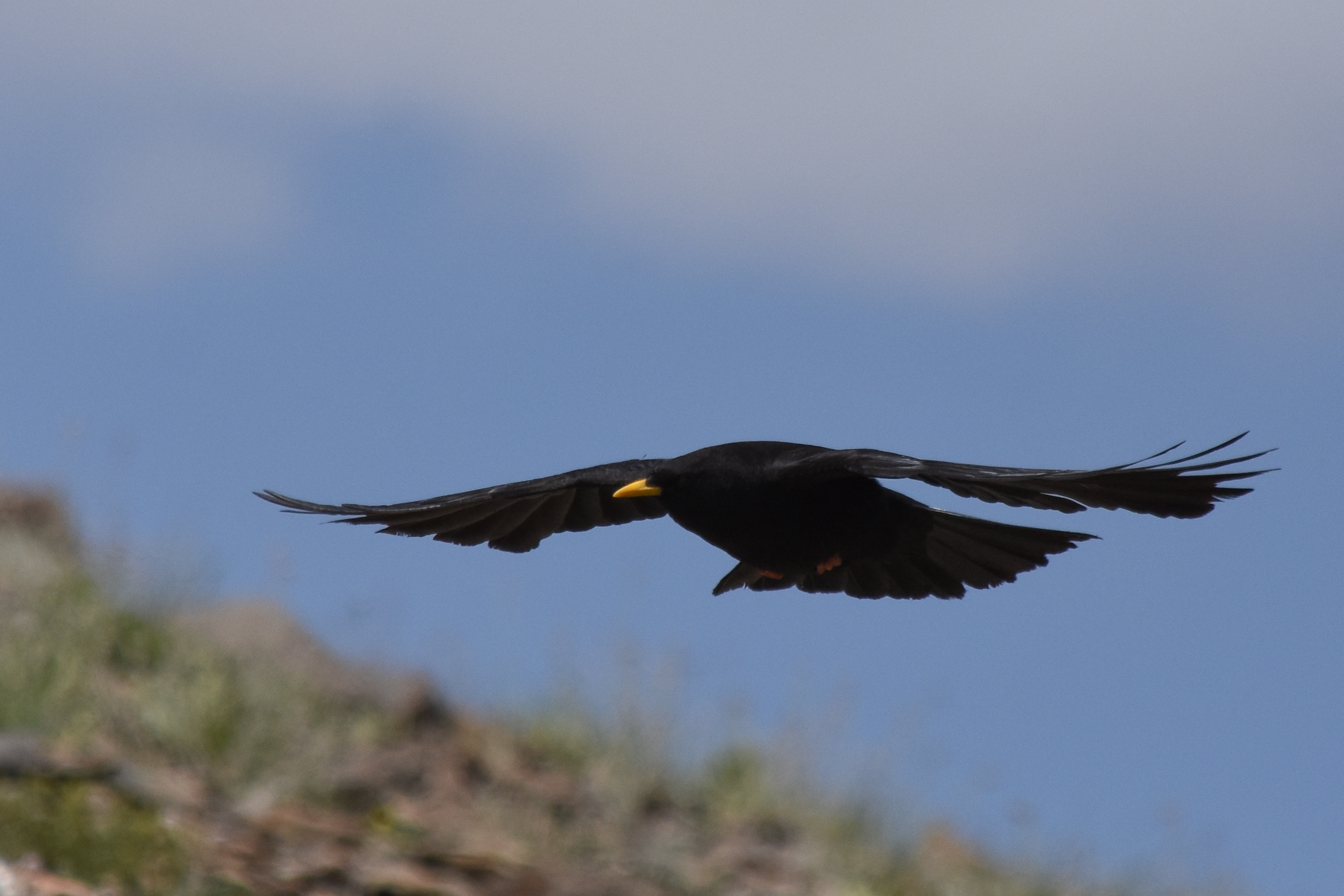
یک زاغ نوک‌زرد در پرواز در ارتفاع 3900 m

جانداران زنده می‌توانند در ارتفاعات بالا (به انگلیسی: Organisms at high altitude)، چه در خشکی، چه در آب یا در حین پرواز زندگی کنند. کاهش در دسترس بودن اکسیژن و کاهش دما، زندگی در چنین ارتفاعی را چالش‌برانگیز می‌کند، اگرچه بسیاری از گونه‌ها با موفقیت از طریق تغییر فیزیولوژیک قابل توجه سازگار شده‌اند. برخلاف سازگاری کوتاه‌مدت (واکنش فیزیولوژیک فوری به محیط در حال تغییر)، سازگاری در ارتفاع بالا به معنای واکنش‌های سازگاری برگشت‌ناپذیر و تکامل‌یافته به محیط‌های با ارتفاع بالا است که با تغییر رفتار و ژنتیک وراثتی مرتبط است. در میان جانوران، تنها تعداد کمی از پستانداران (مانند گاومیش، بز، غزال تبتی، ویکونا، لاما، بز کوهی و دیگر) و برخی از پرندگان به‌طور کامل با محیط‌های مرتفع سازگار شده‌اند.

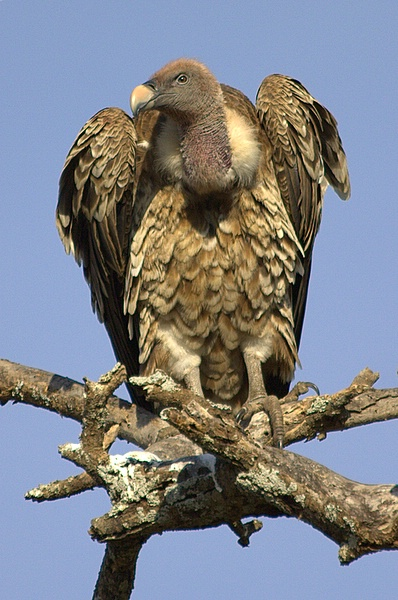
دال روپل می‌تواند تا 11.2 km بالاتر از سطح دریا پرواز کند.

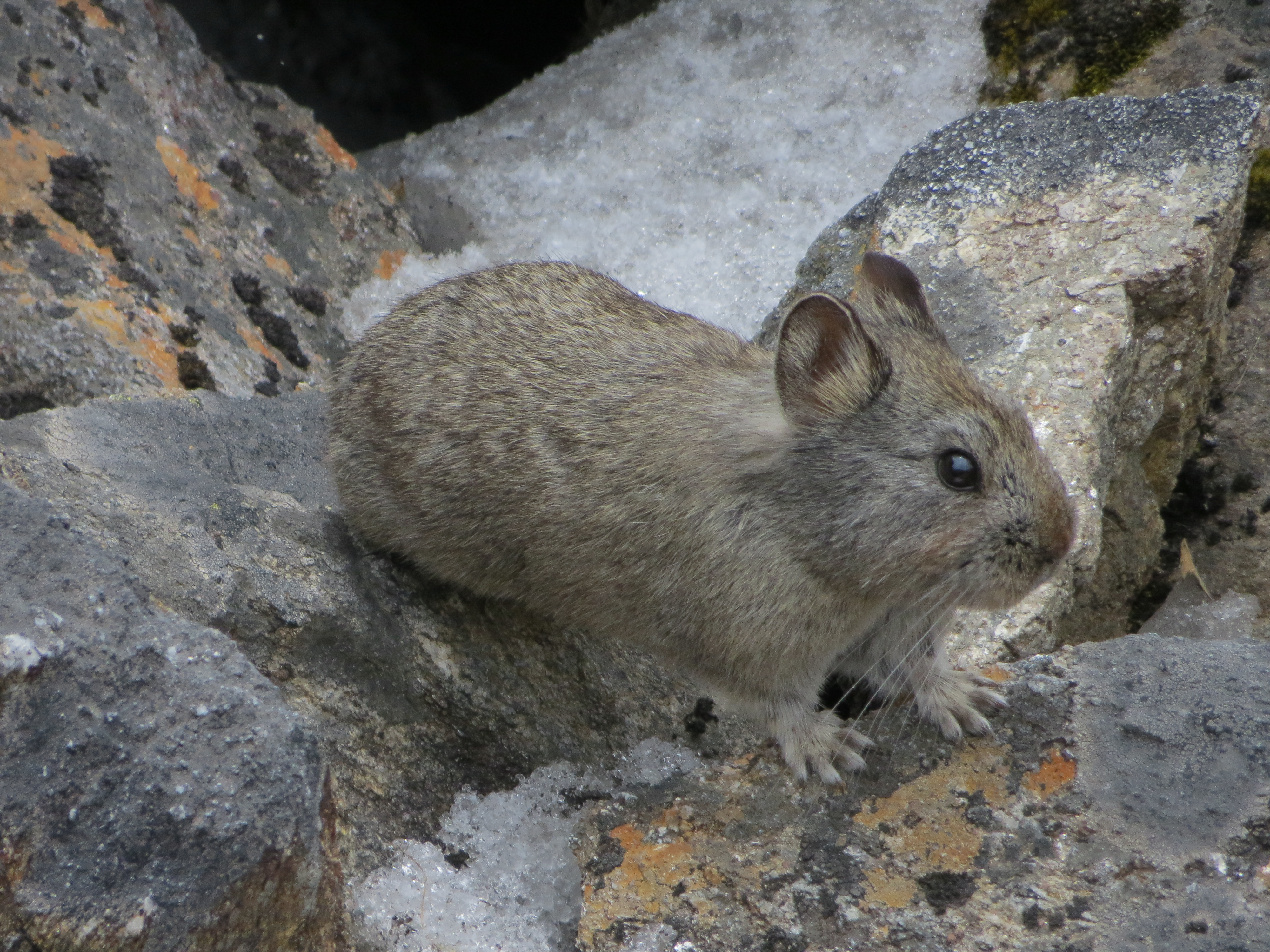
خرگوش هیمالیا در ارتفاع 4200 m زندگی می‌کند